# Décès en octobre 1934
Décès
- 1930
- 1931
- 1932
- 1933
- 1934
- 1935
- 1936
- 1937
- 1938

Pour une information complémentaire, voir la page d'aide.

| Date       | Nom                   | Pays                   | Activités                    | Âge | Source |
| ---------- | --------------------- | ---------------------- | ---------------------------- | --- | ------ |
| 6 octobre  | Gabrielle Lévy        | Drapeau de la France   | Neurologue française.        | 48  |        |
| 20 octobre | Josephine White Bates | Drapeau des États-Unis | Écrivaine canado-américaine. | 72  |        |